# Charles Pranke
Charles Pranke (nascido em 8 de fevereiro de 1936) é um ex-ciclista olímpico estadunidense. Representou sua nação nos Jogos Olímpicos de Verão de 1968.